# Subsydia zielone
"Subsydia Zielone" wywodzą się z licznych porozumień międzynarodowych, na przykład Porozumienia w Sprawie Subsydiów i Środków Wyrównawczych.
Określa się tym mianem subsydia, których negatywny wpływ na handel jest niewielki lub mało prawdopodobny, a jednocześnie subsydia te służą rozwojowi opóźnionych regionów, ochronie środowiska, wsparciu (w ograniczonym zakresie) rolnictwa czy też badaniom naukowym.
Według prawodawstwa Unii Europejskiej subsydia zakwalifikowane jako "zielone subsydia" nie są podstawą do podjęcia środków antysubsydyjnych.